# Maris en liberté
Pour plus de détails, voir Fiche technique et Distribution.
Maris en liberté (Mariti in città) est un film italien réalisé par Luigi Comencini, sorti en 1957.

## Synopsis
Quatre amis revenant d'Ostie en train où ils ont laissé leur famille à la mer retournent travailler à Rome.
Un ami célibataire, Alberto (Franco Fabrizi), leur conseille de profiter de leur solitude forcée.
Mario (Renato Salvatori) tombe amoureux de Leonella (Giorgia Moll), une peintre à moitié française qui le croit libre. Sa collègue de travail, "Olivetti" (Franca Valeri), se fait passer pour sa femme pour l'aider. Le professeur Giacinto emmène sa jeune voisine danser à la mer. Ciccio rapporte en cachette un chien à la maison.
Finalement, c'est Alberto qui se marie à la fin des vacances.

## Fiche technique
- Titre français : Maris en liberté[1]
- Titre original italien : Mariti in città
- Réalisation : Luigi Comencini
- Scénario : Edoardo Anton, Luigi Comencini, Sandro Continenza, Ruggero Maccari, Alfredo Mirabile, Dino Verde, Gino Visentini et Suso Cecchi D'Amico
- Musique : Domenico Modugno
- Photographie : Armando Nannuzzi
- Montage : Nino Baragli
- Pays d'origine :  Italie
- Format : Noir et blanc — 35 mm — 1,37:1 — Son : Mono
- Genre : Comédie
- Durée : 95 minutes
- Dates de sortie : 
  - Italie : 18 décembre 1957
  - France : 24 novembre 1961[1]

## Distribution
- Franco Fabrizi : Alberto
- Nino Taranto : Giacinto
- Renato Salvatori : Mario
- Giorgia Moll : Leonella
- Franca Valeri : "Olivetti"
- Memmo Carotenuto : Fernando
- Richard McNamara : Ciccio
- Benedetta Rutili
- Yvette Masson : Quinta

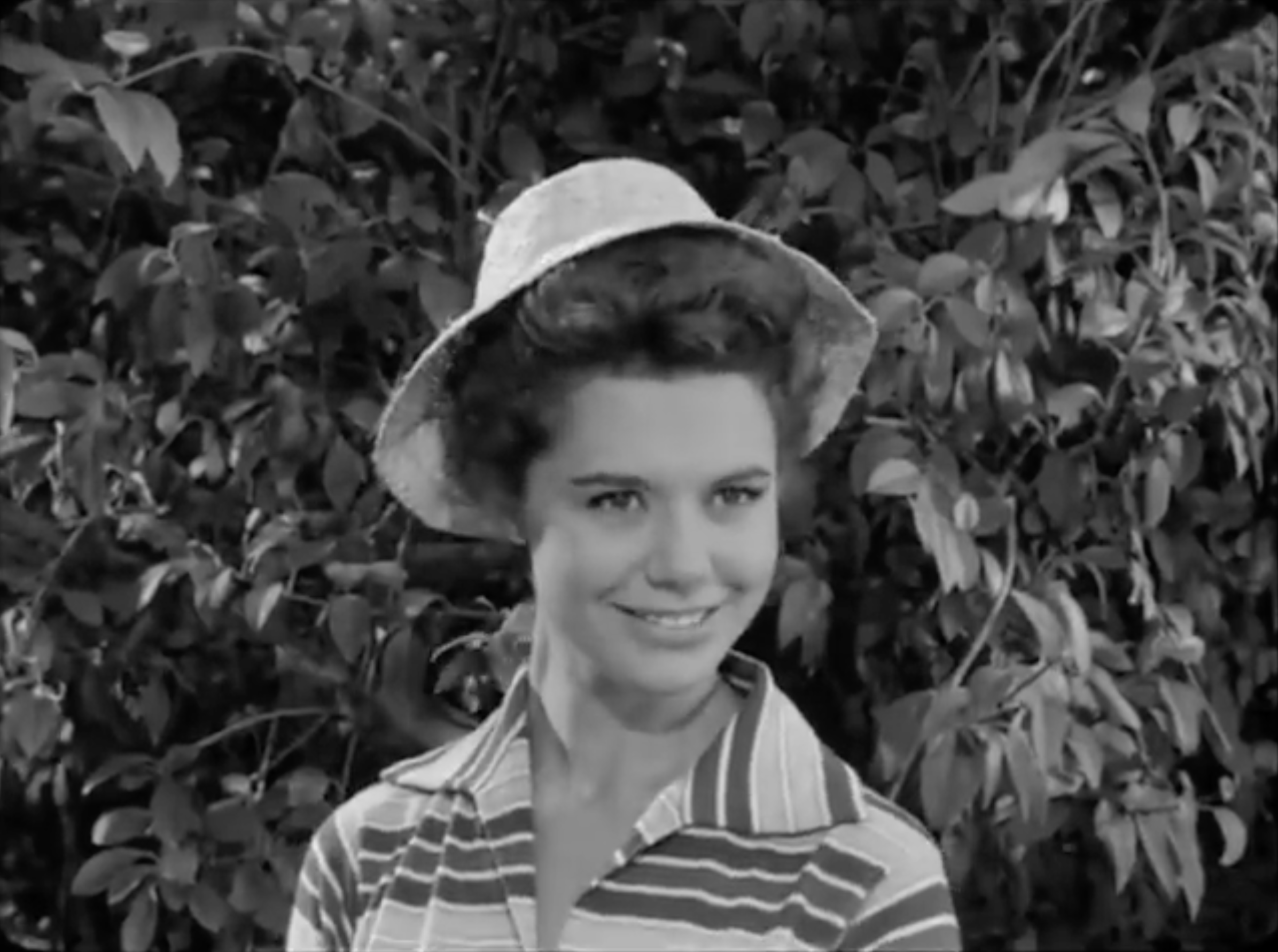
Giorgia Moll.

- Irene Cefaro : Gisi, la compagne d'Alberto
- Franca Gandolfi : Sandrina
- Marisa Merlini : Aida
- Elena Kirianova : la modèle
- Mario Frera : le garçon
- Hélène Rémy : Romana, la femme de Mario
- Clara Bindi : la femme de Giacinto